# Agrotis fausta
Agrotis fausta là một loài bướm đêm trong họ Noctuidae.